# Vingrom
Vingrom est un village norvégien du comté d'Oppland, à l'extrémité nord du lac Mjøsa. Les Championnats du monde de biathlon 1977 s'y sont disputés.